# Sławoborze (gemeente)
De gemeente Sławoborze is een landgemeente in woiwodschap West-Pommeren, in powiat Świdwiński. Aangrenzende gemeenten:
- Rąbino en Świdwin (powiat Świdwiński)
- Białogard en Karlino (powiat Białogardzki)
- Gościno en Rymań (powiat Kołobrzeski)
- Resko (powiat Łobez)

De zetel van de gemeente is in het dorp Sławoborze.
De gemeente beslaat 17,3% van de totale oppervlakte van de powiat.

## Demografie
Stand op 30 juni 2004:
| Omschrijving                   | Totaal | Totaal | Vrouwen | Vrouwen | Mannen | Mannen |
| ------------------------------ | ------ | ------ | ------- | ------- | ------ | ------ |
| eenheid                        | aantal | %      | aantal  | %       | aantal | %      |
| inwoners                       | 4239   | 100    | 2080    | 49,1    | 2159   | 50,9   |
| bevolkingsdichtheid (inw./km²) | 22,5   | 22,5   | 11      | 11      | 11,4   | 11,4   |

De gemeente heeft 8,6% van het aantal inwoners van de powiat. In 2002 bedroeg het gemiddelde inkomen per inwoner 1757,6 zł.

## Plaatsen
- Sławoborze (dorp van de gemeente)

sołectwo van de gemeente:
- Biały Zdrój, Ciechnowo, Jastrzębniki, Krzecko, Mysłowice, Poradz, Powalice, Rokosowo, Sidłowo, Słowieńsko en Stare Ślepce.

Zonder de status sołectwo : Drzeń, Kalina, Krzesimowo, Lepino, Miedzno, Międzyrzecze, Międzyrzecko, Nowe Ślepce, Pomorce, Pustowo, Sławkowo, Słowenkowo, Sobiemirowo, Trzciana, Zagrody